# KEIZO NAKANISHI complete BEST SELECTION 〜Choo Choo TRAIN〜
『KEIZO NAKANISHI complete BEST SELECTION 〜Choo Choo TRAIN〜』（ケイゾウ・ナカニシ・コンプリート・ベスト・セレクション　チュー・チュー・トレイン）は、2004年2月4日にジェネオン・エンタテインメントから発売された中西圭三通算5枚目のベスト・アルバム。

## 解説
3年ぶりとなるベスト・アルバムは、本作発売当時、EXILEによるカバー「Choo Choo TRAIN」が大ヒットしている最中に発売された。
1曲目に収録の「Choo Choo TRAIN～NATIVE （Love Jungle MIX）」は、本作用に新たなミキシングを施して収録されている。

## 収録曲
1. Choo Choo TRAIN ～ NATIVE （Love Jungle MIX）　8:38
2. Woman　4:54
3. ダイヤモンド・レイン　4:54
4. Ticket To Paradise　4:50
5. ミッドナイト・コール　4:37
6. あの空を忘れない　4:06
7. WITH（Featuring ゴスペラーズ）　5:17
8. 眠れぬ想い（orchestral style）　5:25
9. 冷たいキス　5:38
10. Timing　5:46
11. You And I　5:03
12. All I Wanna Do （Duet with Christina）　4:24
13. 落日　5:59
14. 次の夢　5:04
15. 君は君の誇り　4:49